# Heteroonops andros
Espèce
Heteroonops andros est une espèce d'araignées aranéomorphes de la famille des Oonopidae.

## Distribution
Cette espèce est endémique de l'île Andros aux Bahamas,.

## Description
La femelle holotype mesure 1,80 mm.

## Étymologie
Cette espèce est nommée en référence au lieu de sa découverte, Andros.

## Publication originale
- Platnick & Dupérré, 2009 : The goblin spider genus Heteroonops (Araneae, Oonopidae), with notes on Oonops.  American Museum Novitates, no 3672, p. 1-72 (texte intégral).